# Néstor Carballo
Néstor Carballo (Montevideo, 3 febbraio 1929 – Salto, 22 settembre 1981) è stato un calciatore uruguaiano, di ruolo centrocampista.

## Carriera
Con la Nazionale uruguaiana ha preso parte ai Mondiali 1954.